# Pixar Short Films Collection - Volume 1
Pixar Short Films Collection - Volume 1 (em Portugal, intitulado Colecção Curtas da Pixar - Volume 1) é um DVD e Blu-ray lançado pela Walt Disney Pictures, que mostra todas as curta-metragens da Pixar de 1986 a 2006, além de um pequeno início da Pixar, quando ainda era um departamento de informática da Lucasfilm.

## Curtas Incluídas
- As Aventuras de André & Wally B. (31,Dezembro,1984)
- Luxo Jr. (5,Março,1986)
- O Sonho de Red (3,Setembro,1987)
- Tin Toy (21,Agosto,1988)
- Knick Knack (3,Janeiro,1989)
- O Jogo de Geri  (2,Abril,1997)
- Bunny (8,Junho,1998)
- Coisas de Pássaros (1,Maio,2000)
- Gone Nutty (15,Março,2002)
- O Novo Carro de Mike  (4,Novembro,2002)
- Pular (7,Maio,2003)
- O Ataque do Zezé  (5,Maio,2005)
- O Homem Orquestra  ( 6,Maio,2005)
- No Time For Nuts (31,Março,2006)
- Mate e a Luz do Além  ( 31,Outubro,2006)
- Quase Abduzido (21,Dezembro,2006)

## Outras Características
- " Os Curtas da Pixar: Uma Curta História - em 23 minutos. Documentário no início da Pixar e seus primeiros curta-metragens. Incluem-se as entrevistas com John Lasseter, Eben Ostby, Ed Catmull, Alvy Ray Smith, William Reeves e muito mais.
- Uma série de quatro raramente shorts da Pixar produzida por Sesame Street. São " Surprise ", " Light & Heavy ", "Up and Down"  e "Frente e Atrás". Eles apresentam os personagens de Luxo Jr..
- A versão japonesa também inclui "The Pixar Story", um documentário de Leslie Iwerks.

## Easter EggsDVD
- Luxo Jr. [Testes escritos] - Acessível sob o título "Boundin" na página de Seleção de Curtas

Flags and Waves *" ", um curta-metragem feito por William Reeves e Alain Fournier, em 1986, para testar os recursos de animação por computador. Este Easter Eggs podem ser encontrados ao pressionar o botão direito no seu controle remoto do DVD, quando a "seleção" Inglês na página Opções de áudio está selecionada.
- " Beach Chair ", um curta-metragem feito por Eben Ostby em 1986 para testar os recursos de animação por computador. Este ovo de Páscoa podem ser vistos selecionando um ícone escondido acima do Inglês "para os Deficientes Auditivos" seleção na página de legendas.

## Easter Eggs do Blu-Ray
Na versão Blu-Ray, tudo o que precede a Páscoa, ovos podem ser acessados por percorrer a lista de curtas-metragens com o botão para cima no controle remoto (em vez de botões esquerdo ou direito).
- Um ícone de lâmpada aparecerá sobre Luxo "Red's Dream" para acessar otestes wireframe Luxo Jr..
- Um ícone de bandeira aparece acima "Tin Toy" para acessar"Flags and Waves"
- Um ícone aparece acima da cadeira "Geri's Game" para acessar"Beach Chair"